# Friedrich Ludwig von Effinger

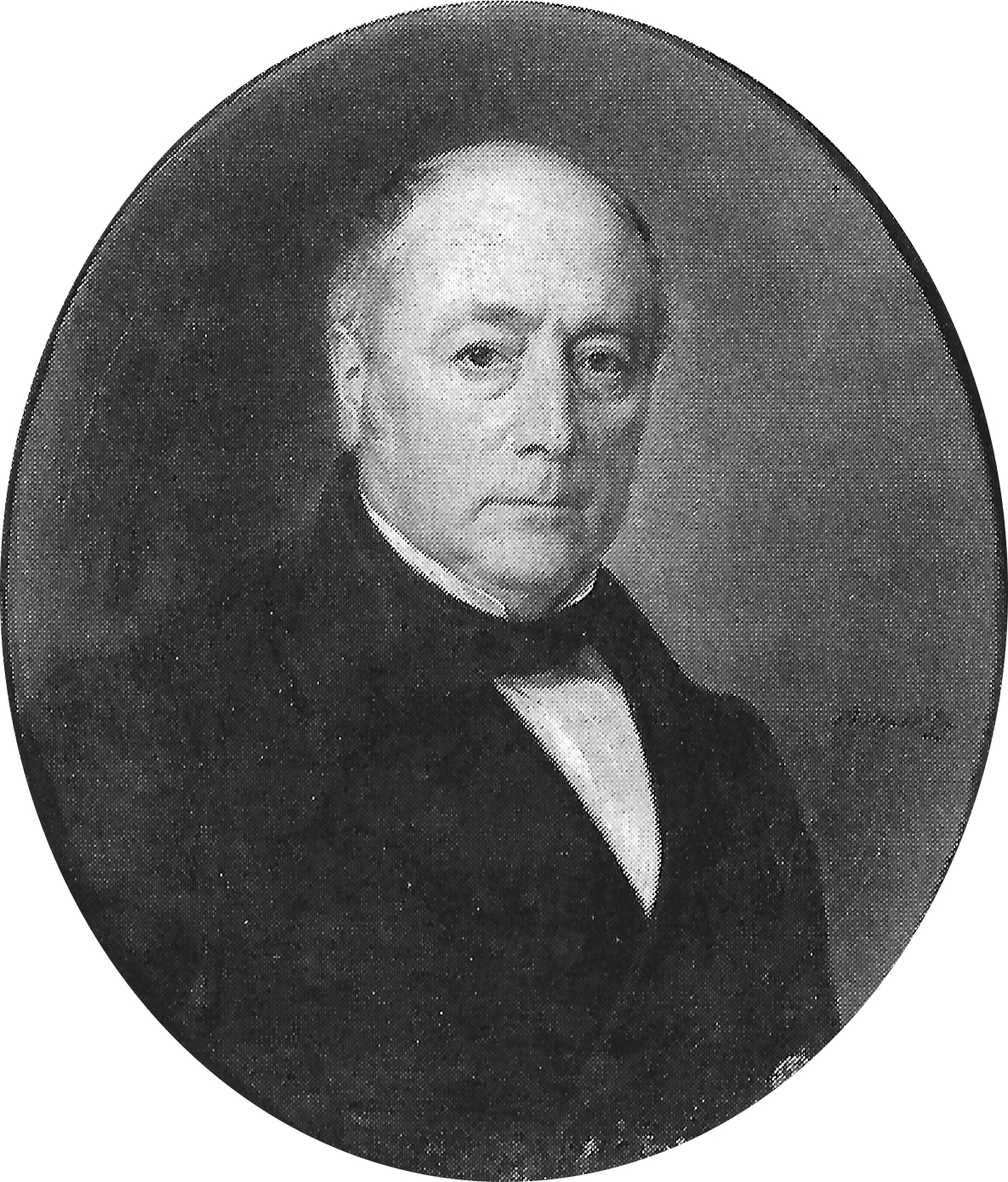
Friedrich Ludwig von Effinger

Friedrich Ludwig von Effinger (Bern, 29 augustus 1795 - Bern, 17 maart 1867), was een Zwitsers politicus.
Friedrich Ludwig von Effinger studeerde rechten in Bern, Göttingen en Berlijn. Hij trad in 1820 in staatsdienst. Van 1824 tot 1831 was hij lid van de Grote Raad van het kanton Bern en van 1825 tot 1829 was hij eerste secretaris van de geheimraad. Na de Regeneratie in het kanton Bern trad hij in dienst van de stad Bern. Van 1831 tot 1832 maakte hij deel uit van de Grote Raad van de stad Bern en in 1832 was hij vicepresident van de gemeenteraad. In 1833 was hij voorzitter van de burgerlijke financiële commissie.
Friedrich Ludwig von Effinger werd in 1849, als opvolger van Karl Zeerleder, tot gemeentepresident (burgemeester) van Bern gekozen. Hij bleef gemeentepresident tot 1863.
Friedrich Ludwig von Effinger werd de "Bouwmeester van de Bondshoofdstad" genoemd, omdat onder zijn bewind er een begin werd gemaakt aan de grootscheepse vernieuwing van de stad Bern.
Van 1850 tot 1858 was Friedrich Ludwig von Effinger tevens (opnieuw) lid van de Grote Raad van het kanton Bern.

## Voetnoten
1. ↑  waarschijnlijke geboorteplaats